# Hr.Ms. Gruno (1915)
De Hr.Ms. Gruno was een Nederlandse kanonneerboot van de Grunoklasse, gebouwd door de Rijkswerf uit Amsterdam.

## De Gruno tijdens de Tweede Wereldoorlog
De Gruno wist in tegenstelling tot de zusterschepen de Friso en Brinio wel uit te wijken naar het Verenigd Koninkrijk. In de nacht van 14 mei vertrok het vanuit Nederland naar Engeland waar het schip op 15 mei in de monding van de rivier Theems arriveerde. Van 29 mei 1940 tot maart 1942 functioneerde de Gruno als bewakingsvaartuig in de Theems. Na een onderhoudsperiode die tot november 1942 duurde veranderde de taak van de Gruno, vanaf toen voerde het schip escortes uit.

## De Gruno na de Tweede Wereldoorlog
Na de uit dienst name in 1944 voer de Gruno in juni 1945 terug naar Nederland waar het schip gebruikt werd als accommodatieschip voor de mijnendienst.